# Atthis (geslacht)
Atthis is een geslacht van vogels uit de familie kolibries (Trochilidae). Het geslacht telt twee soorten die volgens in 2020 gepubliceerd DNA-onderzoek in het geslacht Selasphorus zijn ondergebracht.
- Selasphorus ellioti synoniem: Atthis ellioti  – Elliots kolibrie
- Selasphorus heloisa synoniem: Atthis heloisa - hommelkolibrie